# Münchner Geschichten
Die Münchner Geschichten (auch Münchener Gschichten) sind eine neunteilige Serie des Bayerischen Rundfunks unter der Regie von Helmut Dietl und Herbert Vesely; Autoren waren Dietl, Anita Niemeyer, Franz Geiger und Bernd Schroeder. Die Erstausstrahlung begann am 26. November 1974 im vorabendlichen BR-Regionalfenster der ARD. DVDs und Blu-Rays mit allen Folgen sind erhältlich.
Die Serie zeigt lose verbundene Episoden um den etwa dreißigjährigen Karl „Tscharlie“ Häusler, der noch bei seiner Oma in der Tattenbachstraße 3 lebt. Dietl kommentierte seinen Ansatz wie folgt: „Die Münchner Geschichten sind keine historischen Erinnerungen. Sie sind Szenen von heute, die erfunden wurden, aber wahr sein könnten.“ Die Münchner Geschichten wurden mit dem Adolf-Grimme-Preis 1976 ausgezeichnet.

## Das Milieu
Die Episoden spielen in einem wegen der Altstadtsanierung und Gentrifizierung zum Untergang verurteilten kleinbürgerlichen Münchner Milieu. Die Moderne, Hand in Hand mit der Schickeria, macht sich breit im alten Stadtviertel Lehel und verdrängt allmählich das alte, bayerische München. Oma Anna reagiert auf die schleichenden Veränderungen mit einer in einem langen Leben erworbenen Mischung aus lakonischem Humor und gesundem Misstrauen. Der bei ihr wohnende Enkel Karl, genannt Tscharlie, ein Lebenskünstler, versucht laufend, sich dem Zeitgeist anzupassen, meist mit wenig Erfolg, aber nie entmutigt. Als selbständiger Geschäftsmann will er diverse flotte Ideen in klingende Münze verwandeln, immer auf der Suche nach der „Riesensach“. Dabei bleibt ihm seine Freiheit stets über alle Maßen wichtig.
Wie aus der Zeit gefallen wirkt der geigende Zimmerherr Leopold Heinrich, ein alter Musiker vor den Trümmern seiner Karriere. Selbstbewusst und dennoch rührend in ihrer Naivität geht Susi mit ihrem Verlobten Tscharlie ins Bett und durchs Leben, verzweifelt aber allmählich an seiner chronischen Bindungsangst. Ihre Eltern, die sich seit Jahrzehnten in der Gastwirtschaft Sankt Anna Eck abrackern, sähen sie viel lieber mit einem soliden, braven Mann liiert. Gerade ihr Vater Erwin sieht in Tscharlie vor allem einen „arbeitsscheuen Stenz“.
Tscharlies Freund Gustl ist bei einer Versicherung angestellt und lebt in geregelten Verhältnissen, dennoch – oder gerade deshalb – bewundert er seinen Tscharlie und bleibt bei dessen Unternehmungen fast jedes Mal wie ein Sancho Pansa treu an dessen Seite. Achmed, der für Erwin Taxi fährt, um so die kargen Erträge aus der Hillermeierschen Kneipe aufzubessern, träumt von einer Karriere als Sänger.
Die melancholisch-grotesken Münchner Geschichten überzeugen durch viel Liebe zu den Figuren und Detailtreue bei der Zeichnung eines Altmünchner Flairs, besonders aber durch die amüsanten Dialoge. Derbe Schimpfwörter in Mundart bezeugen das Milieu. So hatte die Serie trotz des bayerischen Bezugs und teilweise starken Dialekts auch außerhalb Bayerns Erfolg und genießt bei vielen Fans Kultstatus. Sprüche wie „Ois Chicago!“, „Logisch!“ und „Sowieso!“ gingen dank der Serie in den Sprachgebrauch ein.

## Folgen
| # | Titel                         | Premiere      | Regie          | Drehbuch                     |
| --- | ----------------------------- | ------------- | -------------- | ---------------------------- |
| 1 | Dreiviertelreife              | 26. Nov. 1974 | Helmut Dietl   | Helmut Dietl, Anita Niemeyer |
| Darsteller: Katja Rupé, Toni Berger, Wilfried Klaus, Barbara Valentin, Ilse Neubauer, Rudolf Waldemar Brem, Georg Einerdinger, Eva Garden                                                                   |                               |               |                |                              |
| 2 | Glücksach                     | 3. Dez. 1974  | Helmut Dietl   | Helmut Dietl, Anita Niemeyer |
| Darsteller: Hans Brenner, Hans Löscher, Max Grießer, Michael Habeck, Ludwig Schmid-Wildy, Konrad Wagner, Horst Michael Neutze, Georg Einerdinger, Barbara Valentin                                          |                               |               |                |                              |
| 3 | Rosenzauber                   | 10. Dez. 1974 | Herbert Vesely | Bernd Schröder, Helmut Dietl |
| Darsteller: Willy Schultes, Erica Beer, Sybille Fischer, Axel Bauer, Dieter Augustin, Arthur Brauss, Michael Grimm, Gerd Fitz, Max Strecker, Toni Berger, Gudrun Thiel, Franz Schafheitlin                  |                               |               |                |                              |
| 4 | Das Brettl                    | 17. Dez. 1974 | Herbert Vesely | Bernd Schröder               |
| Darsteller: Hans Stadtmüller, Willy Schultes, Erica Beer, Sybille Fischer, Rosl Mayr, Hans Brenner, Toni Netzle, Willy Haibel, Helmut Dietl (Cameo als Taxigast)                                            |                               |               |                |                              |
| 5 | Ein Ziel im Leben             | 7. Jan. 1975  | Helmut Dietl   | Helmut Dietl, Anita Niemeyer |
| Darsteller: Helmut Dietl (Cameo als Barbesucher), Gustl Bayrhammer, Kurt Raab, Karin Hofmann, Barbara Gallauner, Margot Mahler, Wolfi Fischer. Axel Bauer, Elisabeth Karg, Irmgard Hermann, Ibrahim Aslahan |                               |               |                |                              |
| 6 | Maulhelden                    | 14. Jan. 1975 | Herbert Vesely | Franz Geiger                 |
| Darsteller: Hans Wyprächtiger, Christine Schuberth, Henry van Lyck, Ingrid Steeger, Monika Lundi, Linda Caroll, Beppo Louca                                                                                 |                               |               |                |                              |
| 7 | Der lange Weg nach Sacramento | 21. Jan. 1975 | Helmut Dietl   | Helmut Dietl                 |
| Darsteller: Walter Sedlmayr, Willy Harlander, Kurt Weinzierl, Herbert Fux, Heidi Stroh, Willy Schultes, Hartmut Neugebauer                                                                                  |                               |               |                |                              |
| 8 | Geschäft ist Geschäft         | 28. Jan. 1975 | Helmut Dietl   | Helmut Dietl                 |
| Darsteller: Hans Brenner, Hans-Reinhard Müller, Otto Bolesch, Wolfi Fischer, Maria Stadler, Harald von Koeppelle                                                                                            |                               |               |                |                              |
| 9 | Ois anders                    | 4. Feb. 1975  | Helmut Dietl   | Helmut Dietl                 |
| Darsteller: Gustl Bayrhammer, Kurt Raab, Ruth Horwitz, Uli Steigberg, Rudolf Waldemar Brem, Johanna Mertinz, Barbara Gallauner, Carlamaria Heim                                                             |                               |               |                |                              |

## Weiterführende Informationen
Literatur
- Helmut Dietl, Anita Niemeyer: Münchner Geschichten, Szenen einer Stadt, Ilmgau, Pfaffenhofen 1975, ISBN 3-7787-3059-2, NA in der Originalfassung: Knaus, München / Hamburg 1984, ISBN 3-8135-0320-8; Taschenbuchausgabe: Heyne, München 1988, ISBN 3-453-00763-8.

Weblinks
- Münchner Geschichten bei IMDb
- Münchner Geschichten beim Bayerischen Rundfunk
- Münchner Gschichten – Ois Chicago! bei  Süddeutsche.de
- Dietls München – Die Suche nach der Riesensach' bei  Süddeutsche.de

Belege
1. ↑  Münchner Geschichten (Memento vom 6. August 2012 im Internet Archive) Kleines Serien-Lexikon auf br.de, abgerufen am 31. August 2012
2. ↑  Münchner Geschichten in Michael Reufsteck, Stefan Niggemeier Das Fernsehlexikon. Alles über 7000 Sendungen von Ally McBeal bis zur ZDF Hitparade. Goldmann, München, 2005, ISBN 978-3-442-30124-9, S. 832–833
3. ↑  Tscharli Häusler. Abgerufen am 11. Juli 2020 (deutsch).
4. ↑  Bayerischer Rundfunk: Münchner Geschichten: Eine Kultserie von Helmut Dietl. 13. Juni 2014 (br.de [abgerufen am 11. Juli 2020]).
5. ↑  Tscharli Häusler. Abgerufen am 11. Juli 2020 (deutsch).
6. ↑  Wiedersehen mit einer Kultserie auf mittelbayerische.de; abgerufen am 31. August 2012 (Memento vom 11. Februar 2013 im Webarchiv archive.today)